# Conguaco
Conguaco är en kommunhuvudort i Guatemala.   Den ligger i departementet Departamento de Jutiapa, i den södra delen av landet, 80 km sydost om huvudstaden Guatemala City. Conguaco ligger 1 283 meter över havet och antalet invånare är 3 415.
Terrängen runt Conguaco är huvudsakligen kuperad, men åt nordväst är den bergig. Conguaco ligger uppe på en höjd. Runt Conguaco är det ganska tätbefolkat, med 230 invånare per kvadratkilometer. Närmaste större samhälle är Jalpatagua, 11,1 km norr om Conguaco. Omgivningarna runt Conguaco är en mosaik av jordbruksmark och naturlig växtlighet.